# Synagoge (Bad Königshofen im Grabfeld)

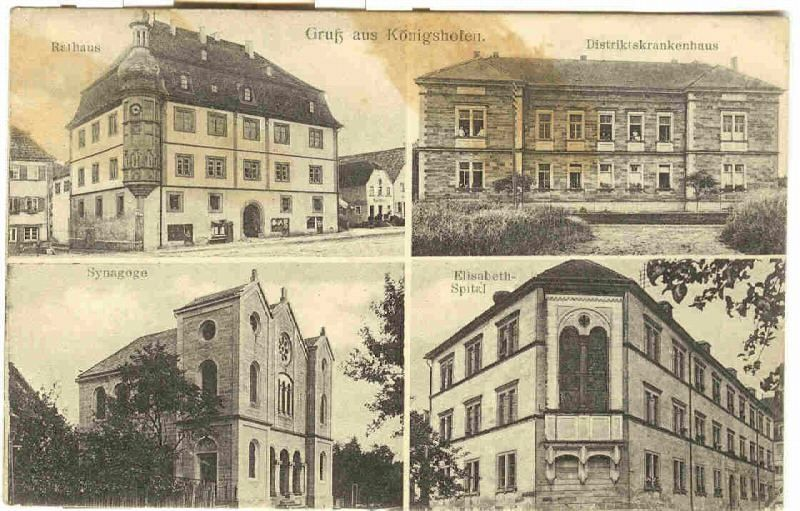
Ansichtskarte von Bad Königshofen mit Synagoge (links unten)

Die Synagoge in Bad Königshofen im Grabfeld, einer Stadt im unterfränkischen Landkreis Rhön-Grabfeld in Bayern, wurde 1903/04 errichtet. Die ehemalige Synagoge befand sich an der Bamberger Straße 1, frühere Anschrift An der Untereßfelder Straße.

## Geschichte
Beim Novemberpogrom 1938 wurde die Synagoge geschändet und die Inneneinrichtung zerstört. Das beschädigte Synagogengebäude wurde im Krieg als Getreidespeicher zweckentfremdet. Im Jahr 1951 wurde das Gebäude an einen Gewerbetreibenden zum Abbruch verkauft, der auf den Grundmauern eine Autoreparaturwerkstatt errichtete.